# Eustroma atrifasciata
Eustroma atrifasciata là một loài bướm đêm trong họ Geometridae.